# Санта-Аулалія-да-Рунсана
Са́нта-Аула́лія-да-Рунса́на (кат. Santa Eulàlia de Ronçana, вимова літературною каталанською [sant(ə) əw'łałiə də run'sanə]) — муніципалітет, розташований в Автономній області Каталонія, в Іспанії. Код муніципалітету за номенклатурою Інституту статистики Каталонії — 82482. Знаходиться у районі (кумарці) Бальєс-Уріантал (коди району — 41 та VR) провінції Барселона, згідно з новою адміністративною реформою перебуватиме у складі Баґарії (округи) Барселона.

## Населення
Населення міста (у 2008 р.) становить 7.000 осіб. У 2007 р. населення муніципалітета становило 6.458 осіб (з них менше 14 років — 17,3 %, від 15 до 64 — 68,4 %, понад 65 років — 14,3 %). У 2006 р. народжуваність склала 95 осіб, смертність — 25 осіб, зареєстровано 37 шлюбів. У 2001 р. активне населення становило 2.618 осіб, з них безробітних — 159 осіб.

Серед осіб, які проживали на території міста у 2001 р., 3.712 народилися в Каталонії (з них 1.872 особи у тому самому районі, або кумарці), 1.090 осіб приїхало з інших областей Іспанії, а 148 осіб приїхало з-за кордону. 

Вищу освіту має 10,2 % усього населення. 

У 2001 р. нараховувалося 1.678 домогосподарств (з них 14,5 % складалися з однієї особи, 27,1 % з двох осіб,22,8 % з 3 осіб, 25,4 % з 4 осіб, 6,6 % з 5 осіб, 2,9 % з 6 осіб, 0,6 % з 7 осіб, 0,1 % з 8 осіб і 0,1 % з 9 і більше осіб).

Активне населення міста у 2001 р. працювало у таких сферах діяльності: у сільському господарстві — 2,7 %, у промисловості — 30,1 %, на будівництві — 10,6 % і у сфері обслуговування — 56,6 %. 

 У муніципалітеті або у власному районі (кумарці) працює 1.159 осіб, поза районом — 1.840 осіб.

### Безробіття
У 2007 р. нараховувалося 165 безробітних (у 2006 р. — 191 безробітний), з них чоловіки становили 35,2 %, а жінки — 64,8 %.

## Економіка

### Підприємства міста

#### Промислові підприємства
| \| Промислові підприємства міста, за сферою діяльності \| Промислові підприємства міста, за сферою діяльності \| Промислові підприємства міста, за сферою діяльності \| \| Рік \| 2002 р. \| 2001 р. \| \| --------------------------------------------------- \| --------------------------------------------------- \| --------------------------------------------------- \| \| Енергетичні та водні ресурси \| 2,6 % \| 2,8 % \| \| Хімія та метали \| 11,7 % \| 12,5 % \| \| Переробка металів \| 32,5 % \| 29,2 % \| \| Продукти харчування \| 10,4 % \| 9,7 % \| \| Текстиль \| 6,5 % \| 8,3 % \| \| Виробництво меблів, видання \| 23,4 % \| 22,2 % \| \| Інше \| 13 % \| 15,3 % \| \| Усього підприємств \| 77 \| 72 \| |         |         |
| Промислові підприємства міста, за сферою діяльності |         |         |
| Рік | 2002 р. | 2001 р. |
| Енергетичні та водні ресурси | 2,6 %   | 2,8 %   |
| Хімія та метали | 11,7 %  | 12,5 %  |
| Переробка металів | 32,5 %  | 29,2 %  |
| Продукти харчування | 10,4 %  | 9,7 %   |
| Текстиль | 6,5 %   | 8,3 %   |
| Виробництво меблів, видання | 23,4 %  | 22,2 %  |
| Інше | 13 %    | 15,3 %  |
| Усього підприємств | 77      | 72      |

#### Роздрібна торгівля
| \| Підприємства роздрібної торгівлі міста, за сферою діяльності \| Підприємства роздрібної торгівлі міста, за сферою діяльності \| Підприємства роздрібної торгівлі міста, за сферою діяльності \| \| Рік \| 2002 р. \| 2001 р. \| \| ------------------------------------------------------------ \| ------------------------------------------------------------ \| ------------------------------------------------------------ \| \| Продукти харчування \| 35,7 % \| 30,6 % \| \| Одяг та взуття \| 21,4 % \| 25 % \| \| Товари для дому \| 9,5 % \| 11,1 % \| \| Книги та періодичні видання \| 7,1 % \| 8,3 % \| \| Промислова хімічна продукція \| 9,5 % \| 5,6 % \| \| Продукція, пов'язана з транспортними засобами \| 4,8 % \| 5,6 % \| \| Інше \| 11,9 % \| 13,9 % \| \| Усього підприємств \| 42 \| 36 \| |         |         |
| Підприємства роздрібної торгівлі міста, за сферою діяльності |         |         |
| Рік | 2002 р. | 2001 р. |
| Продукти харчування | 35,7 %  | 30,6 %  |
| Одяг та взуття | 21,4 %  | 25 %    |
| Товари для дому | 9,5 %   | 11,1 %  |
| Книги та періодичні видання | 7,1 %   | 8,3 %   |
| Промислова хімічна продукція | 9,5 %   | 5,6 %   |
| Продукція, пов'язана з транспортними засобами | 4,8 %   | 5,6 %   |
| Інше | 11,9 %  | 13,9 %  |
| Усього підприємств | 42      | 36      |

#### Сфера послуг
| \| Підприємства міста, що працюють у сфері послуг, за діяльністю \| Підприємства міста, що працюють у сфері послуг, за діяльністю \| Підприємства міста, що працюють у сфері послуг, за діяльністю \| \| Рік \| 2002 р. \| 2001 р. \| \| ------------------------------------------------------------- \| ------------------------------------------------------------- \| ------------------------------------------------------------- \| \| Гуртова торгівля \| 20,8 % \| 18,5 % \| \| Готелі та готельний бізнес \| 12 % \| 11,9 % \| \| Транспорт та зв'язок \| 27,3 % \| 27,4 % \| \| Посередницькі фінансові послуги \| 2,2 % \| 2,4 % \| \| Послуги підприємствам \| 3,8 % \| 4,2 % \| \| Послуги фізичним особам \| 19,7 % \| 19 % \| \| Нерухомість та ін. \| 14,2 % \| 16,7 % \| \| Усього підприємств \| 183 \| 168 \| |         |         |
| Підприємства міста, що працюють у сфері послуг, за діяльністю |         |         |
| Рік | 2002 р. | 2001 р. |
| Гуртова торгівля | 20,8 %  | 18,5 %  |
| Готелі та готельний бізнес | 12 %    | 11,9 %  |
| Транспорт та зв'язок | 27,3 %  | 27,4 %  |
| Посередницькі фінансові послуги | 2,2 %   | 2,4 %   |
| Послуги підприємствам | 3,8 %   | 4,2 %   |
| Послуги фізичним особам | 19,7 %  | 19 %    |
| Нерухомість та ін. | 14,2 %  | 16,7 %  |
| Усього підприємств | 183     | 168     |

## Житловий фонд
У 2001 р. 2,8 % усіх родин (домогосподарств) мали житло метражем до 59 м2, 22,1 % — від 60 до 89 м2, 28,1 % — від 90 до 119 м2 і
47 % — понад 120 м2.

З усіх будівель у 2001 р. 35,8 % було одноповерховими, 58,2 % — двоповерховими, 4,8 % — триповерховими, 0,9 % — чотириповерховими, 0,1 % — п'ятиповерховими, 0,2 % — шестиповерховими,
0 % — семиповерховими, 0 % — з вісьмома та більше поверхами.

## Автопарк
| \| Автомобілі, зареєстровані у місті, за призначенням \| Автомобілі, зареєстровані у місті, за призначенням \| Автомобілі, зареєстровані у місті, за призначенням \| \| Рік \| 2006 р. \| 2005 р. \| \| -------------------------------------------------- \| -------------------------------------------------- \| -------------------------------------------------- \| \| Приватні автомобілі \| 64,9 % \| 65,8 % \| \| Мотоцикли \| 9,9 % \| 9,6 % \| \| Вантажівки \| 19,3 % \| 18,9 % \| \| Трактори \| 1,4 % \| 1,3 % \| \| Автобуси та ін. \| 4,4 % \| 4,3 % \| \| Усього автомобілів \| 5.377 шт. \| 5.151 шт. \| |           |           |
| Автомобілі, зареєстровані у місті, за призначенням |           |           |
| Рік | 2006 р.   | 2005 р.   |
| Приватні автомобілі | 64,9 %    | 65,8 %    |
| Мотоцикли | 9,9 %     | 9,6 %     |
| Вантажівки | 19,3 %    | 18,9 %    |
| Трактори | 1,4 %     | 1,3 %     |
| Автобуси та ін. | 4,4 %     | 4,3 %     |
| Усього автомобілів | 5.377 шт. | 5.151 шт. |

## Вживання каталанської мови
У 2001 р. каталанську мову у місті розуміли 97,7 % усього населення (у 1996 р. — 97,8 %), вміли говорити нею 83,8 % (у 1996 р. — 83,9 %), вміли читати 82,1 % (у 1996 р. — 80,4 %), вміли писати 58,6 % (у 1996 р. — 52,7 %). Не розуміли каталанської мови 2,3 %.

## Політичні уподобання
У виборах до Парламенту Каталонії у 2006 р. взяло участь 2.730 осіб (у 2003 р. — 2.724 особи). Голоси за політичні сили розподілилися таким чином:
| \| Вибори до Парламенту Каталонії \| Вибори до Парламенту Каталонії \| Вибори до Парламенту Каталонії \| \| Рік \| 2006 р. \| 2003 р. \| \| -------------------------------------- \| ------------------------------ \| ------------------------------ \| \| Конвергенція та Єднання (CiU) \| 39,4 % \| 36,2 % \| \| Соціалістична партія Каталонії (PSC) \| 21,8 % \| 24,7 % \| \| Народна партія (PP) \| 7,7 % \| 9,3 % \| \| Ініціатива за зелену Каталонію (IC) \| 8,8 % \| 5,2 % \| \| Республіканська лівиця Каталонії (ERC) \| 18,3 % \| 23,3 % \| \| Громадянська партія (C's) \| 2 % \| 0 % \| \| Інші \| 1,9 % \| 1,2 % \| |         |         |
| Вибори до Парламенту Каталонії |         |         |
| Рік | 2006 р. | 2003 р. |
| Конвергенція та Єднання (CiU) | 39,4 %  | 36,2 %  |
| Соціалістична партія Каталонії (PSC) | 21,8 %  | 24,7 %  |
| Народна партія (PP) | 7,7 %   | 9,3 %   |
| Ініціатива за зелену Каталонію (IC) | 8,8 %   | 5,2 %   |
| Республіканська лівиця Каталонії (ERC) | 18,3 %  | 23,3 %  |
| Громадянська партія (C's) | 2 %     | 0 %     |
| Інші | 1,9 %   | 1,2 %   |

У муніципальних виборах у 2007 р. взяло участь 2.642 особи (у 2003 р. — 2.764 особи). Голоси за політичні сили розподілилися таким чином:
| \| Муніципальні вибори \| Муніципальні вибори \| Муніципальні вибори \| \| Рік \| 2007 р. \| 2003 р. \| \| -------------------------------------- \| ------------------- \| ------------------- \| \| Конвергенція та Єднання (CiU) \| 33,5 % \| 31 % \| \| Соціалістична партія Каталонії (PSC) \| 20,5 % \| 17,8 % \| \| Народна партія (PP) \| 8 % \| 12,6 % \| \| Ініціатива за зелену Каталонію (IC) \| 5 % \| 0 % \| \| Республіканська лівиця Каталонії (ERC) \| 33 % \| 38,6 % \| \| Громадянська партія (C's) \| 0 % \| 0 % \| \| Інші \| 0 % \| 0 % \| |         |         |
| Муніципальні вибори |         |         |
| Рік | 2007 р. | 2003 р. |
| Конвергенція та Єднання (CiU) | 33,5 %  | 31 %    |
| Соціалістична партія Каталонії (PSC) | 20,5 %  | 17,8 %  |
| Народна партія (PP) | 8 %     | 12,6 %  |
| Ініціатива за зелену Каталонію (IC) | 5 %     | 0 %     |
| Республіканська лівиця Каталонії (ERC) | 33 %    | 38,6 %  |
| Громадянська партія (C's) | 0 %     | 0 %     |
| Інші | 0 %     | 0 %     |